# 디지털 무늬

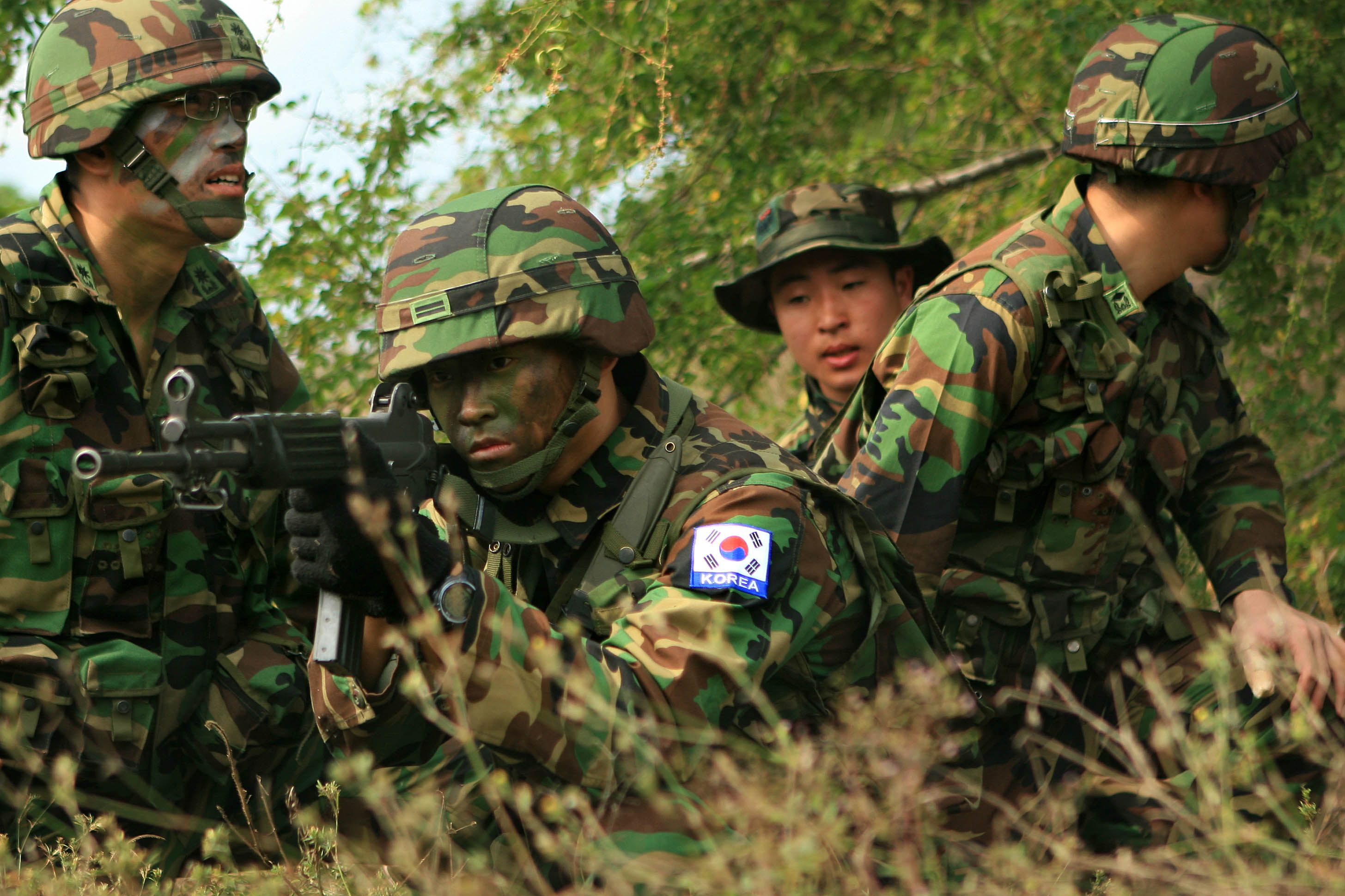
2000년대 후반기까지 사용되었던 얼룩 무늬 군복

디지털 무늬(영어: South Korean Granite B / Digital camouflage-pattern)또는 디지털 4도/5도색 화강암 위장무늬는 흙색과 수풀, 나무줄기, 목탄, 침엽수 등 5가지 색을 혼합하여 만든 대한민국 국군 전투복의 위장 무늬이다.

## 역사

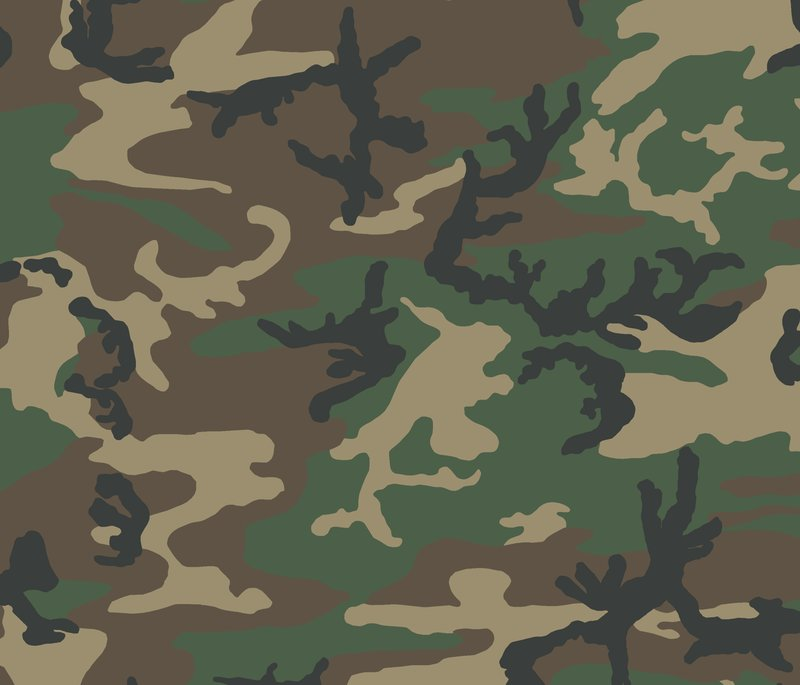
1990년대~2010년대 초까지 사용되었던 우드랜드 무늬 군복. 개구리 군복으로도 잘 알려져 있다.

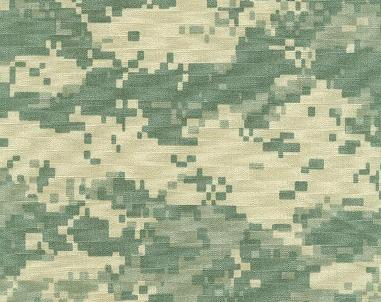
디지털 픽셀을 활용한 미국의 UCP 무늬

1990년대에 기존 미군의 BDU(Battle Dress Uniform)의 우드랜드 전투복을 사용하고 있었던 한국군은 2000년대 말부터 신형 군복의 개발에 나서게 되었고, 2010년대부터 디지털 무늬 신형 전투복을 지급하기 시작하였다.
구형 우드랜드 전투복과의 차이점은 바로 디지털 픽셀에 기반한 위장이라는 점이다. 이러한 신형 전투복 지급의 배경은, 2004년부터 전투복 개선에 대한 요구가 시작됐으며, 2009년 5월 국방부가 신형 전투복 개선 추진 계획을 접수하면서 사업이 본격적인 궤도에 올랐다. 이 시기에 미국은 디지털 픽셀을 활용하여 제작한 ACU 전투복을 도입한 상태였다. 시험 타입으로는 화강암, 소나무, 바위 등 3가지 타입이 있었으며, 최종적으로 한반도 지형에서 매우 흔한 화강암 무늬로 결정되었다. 신형 전투복은 또한 기존 전투복과 달리 전투복 자체의 기능성을 강화하고, 첨단 섬유를 활용하여 제작하였다. 2014년부터 육군, 해군, 공군에 디지털 무늬 군복을 지급하게 되었다.
육군과 공군은 동일한 디지털 무늬 군복을 착용하나, 해군과 해병대의 경우 다른 색상의 디지털 무늬 군복을 착용한다.

## 유형
- 육군특수전사령부 소속 군인에게 지급되는 4색-흙색과 수풀, 나무줄기, 목탄
- 대한민국 국군 소속 군인들에게 지급되는 5색-흙색과 수풀, 나무줄기, 목탄, 침엽수

## 현재
2010년대 말, 기존 디지털 무늬를 대체하는 신형 전투복에 대한 논의가 있었으나 현재는 중단되었으며, 2020년대에도 이러한 디지털 전투복을 사용하고 있다.

## 사용국가
- 대한민국: 육군,해군,해병대, 공군이 이를 군복에 사용하고 있다.

## 같이 보기
- 전투복
- 우드랜드 무늬
- 대한민국 국군

## 갤러리

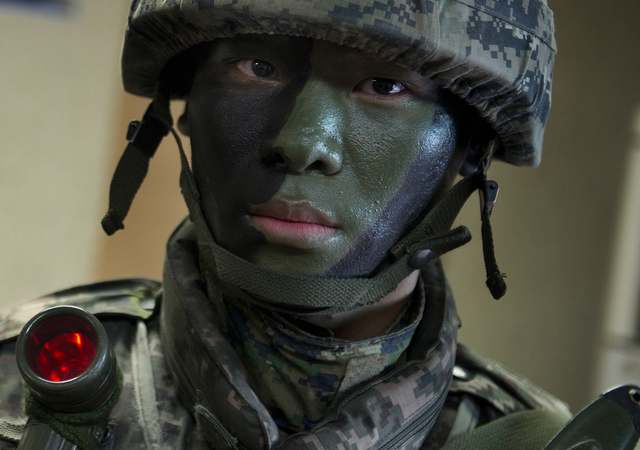
4색 전투복을 입고 있는 판문점 경비대대 장병
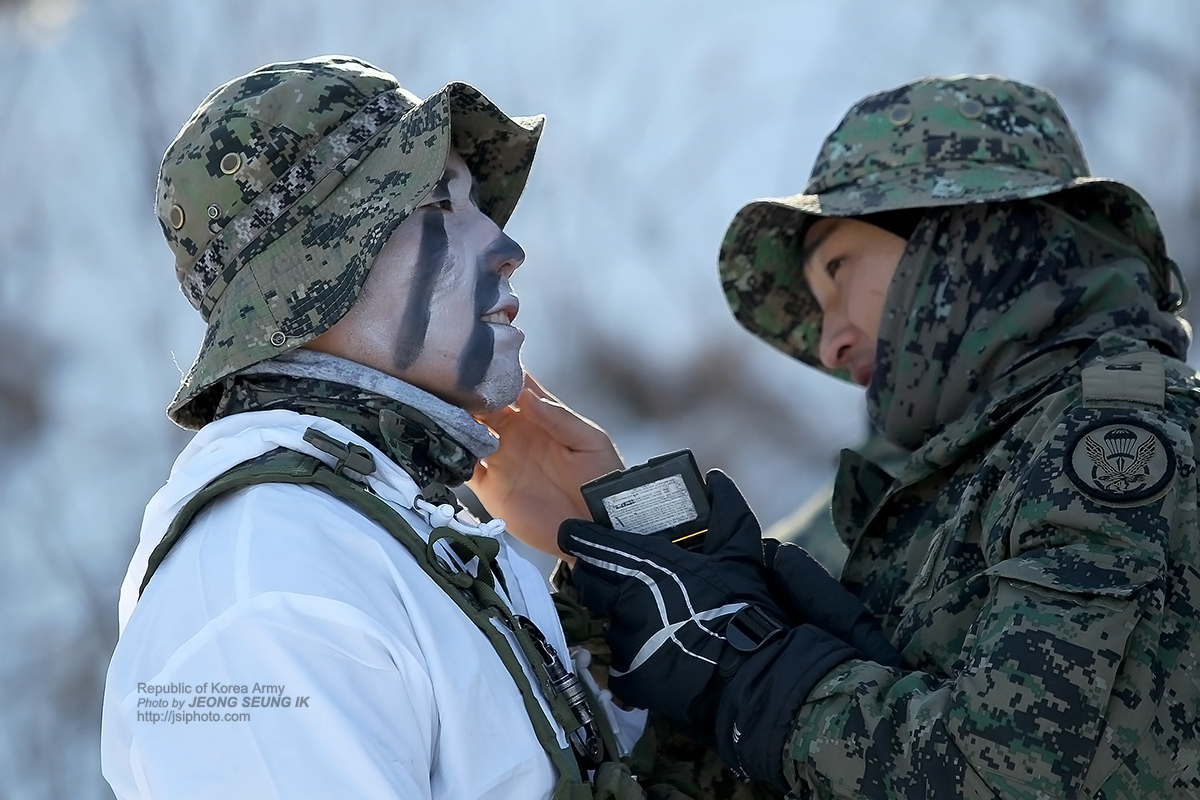
4색 전투복을 입고 있는 특전사 장병들
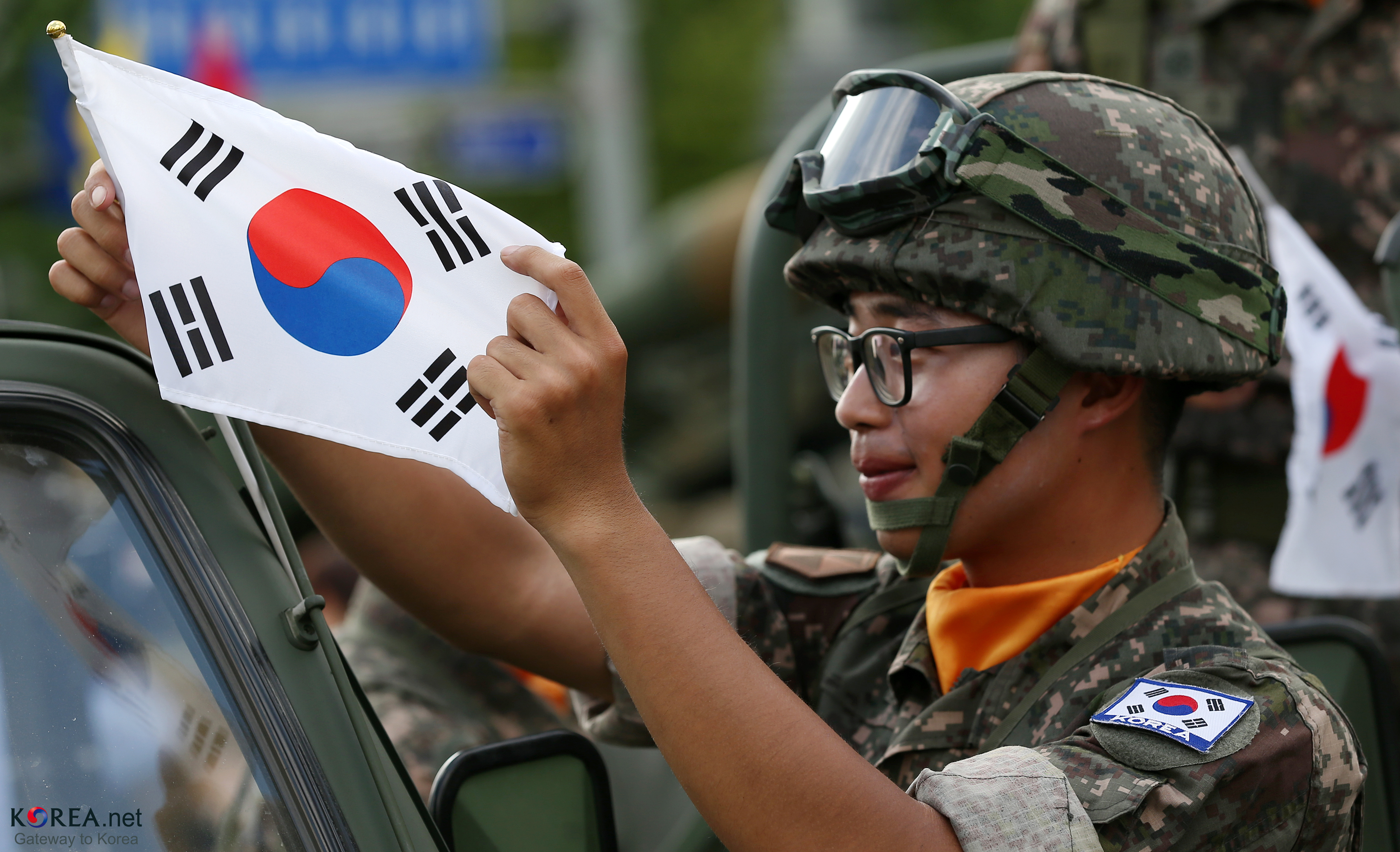
5색 전투복을 입고 있는 육군 장병
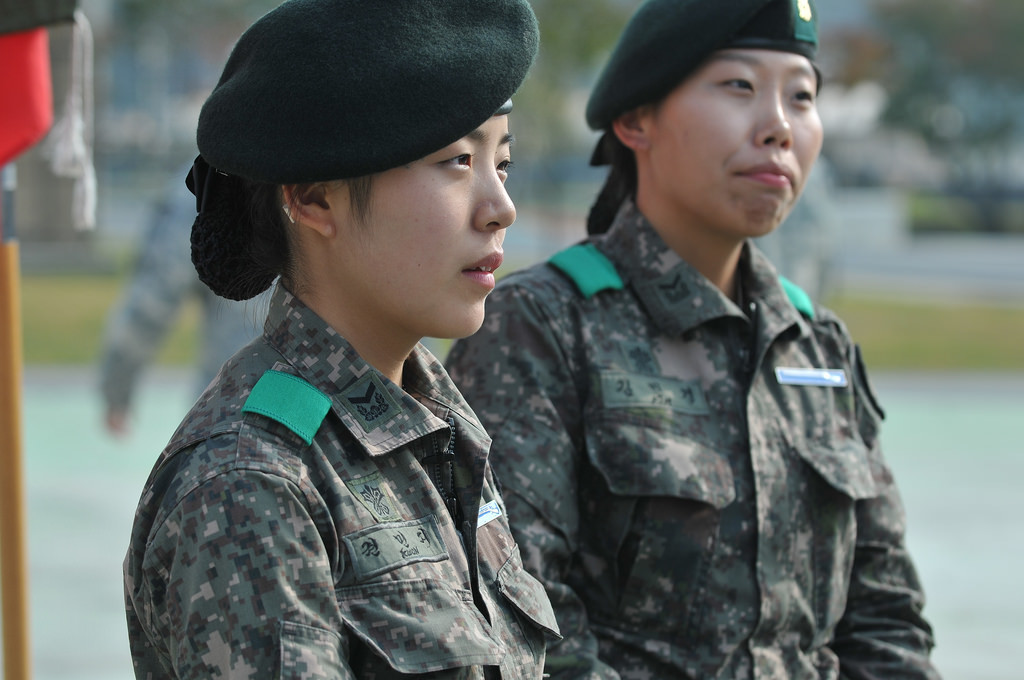
디지털 전투복을 입고 있는 한국군 부사관들
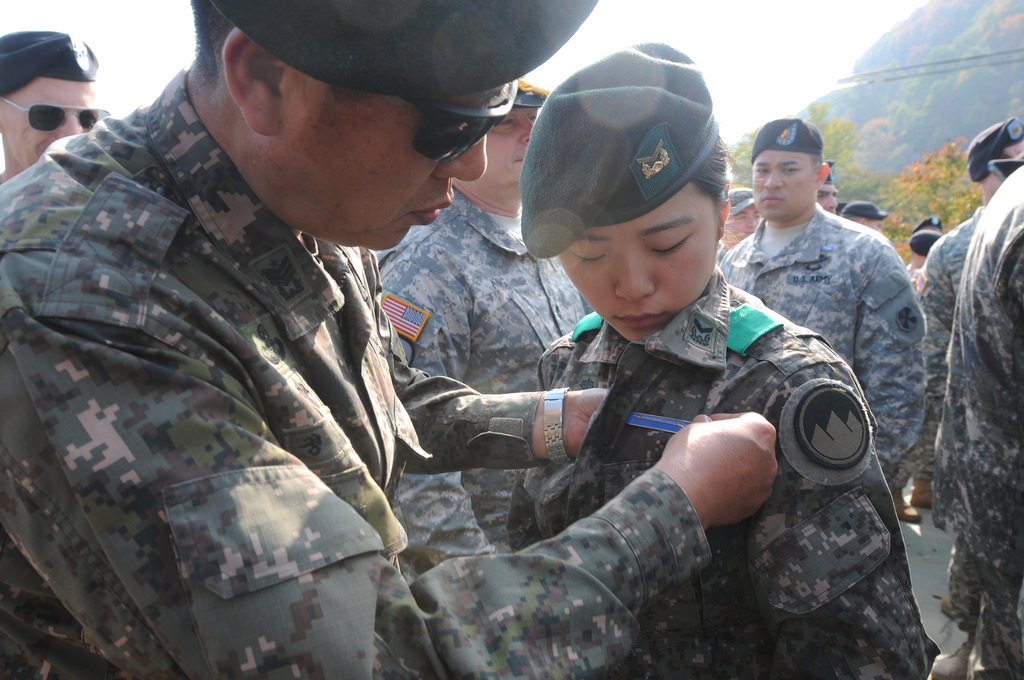
디지털 전투복을 입고 있는 한국군 부사관들

## 참고 자료
- 광복 후 육군 복장의 변천 배경과 발전 방향
- 한국군복의 변천사 연구 : 전투복을 중심으로
- 차세대 디지털 전투복 개발동향